# جینوو لارساونن
جینوو لارساونن (۱۱ دی ۱۳۰۶–۲۴ دی ۱۳۵۷) Ginggaew Lorsoungnern یک زن تایلندی بود که در سال ۱۹۷۹ به جرم توطئه در یک آدم‌ربایی و قتل اعدام شد. او دومین زنی در تاریخ تایلند بود که با تیرباران اعدام شد.